# Macellomeniidae
De Macellomeniidae is een familie van weekdieren uit de orde Pholidoskepia.

## Geslacht
- Macellomenia Simroth, 1893